# روژانستوو
روژانستوو (به صربی: Rožanstvo) یک منطقهٔ مسکونی در صربستان است که در چایتینا واقع شده‌است. روژانستوو ۱۸٫۴۲ کیلومتر مربع مساحت و ۳۸۷ نفر جمعیت دارد و ۸۲۸ متر بالاتر از سطح دریا واقع شده‌است.